# 란유
란유(중국어: 藍宇, 병음: Lán Yǔ 란위[*])는 홍콩에서 제작된 관금붕 감독의 2001년 영화이다. 후준 등이 주연으로 출연하였고 일봉 등이 제작에 참여하였다. 알려진 다른 제목은 남우, 람우, 란위이다.

## 출연

### 주연
- 후준
- 유엽
- 장영녕

### 조연
- 소근

## 제작진
- 미술: 장숙평
- 의상: 장숙평

## 같이 보기
- 성소수자 영화 목록